# Ozodicera perfuga
Ozodicera perfuga är en tvåvingeart som beskrevs av Alexander 1944. Ozodicera perfuga ingår i släktet Ozodicera och familjen storharkrankar. Inga underarter finns listade i Catalogue of Life.